# 파스칼 팽두노
파스칼 팽두노(프랑스어: Pascal Feindouno, 1981년 2월 27일 ~ )는 기니의 전 프로 축구 선수로, 윙어로 활약했다. 전성기 시절에는 기니 출신 최고의 축구 선수 중 한 명으로 널리 인정받았다. 1998년부터 2012년까지 기니 국가대표팀에서 85경기에 출전해 30골을 넣었다.

## 구단 경력

### 보르도
팽두노는 1998년 7월, 보르도에서 유럽 무대에 입문하여 1999년 리그 1 챔피언십 우승을 차지하는 골을 넣었다.

#### 로리앙으로의 임대
그는 2001-02년 시즌을 로리앙에서 임대 생활을 했다. 로리앙에서 활약하던 팽두노는 2002년 쿠페 드 프랑스 결승전에 출전하여 바스티아를 꺾었다.

### 생테티엔
팽두노는 2004-05년 시즌을 앞두고 보르도를 떠나 생테티엔에 합류했다. 그는 2008년 아프리카 네이션스컵에서 열린 코트디부아르와의 8강전에서 출전 정지로 결장했다.
2007년 여름, 그는 클럽을 떠나 유럽 전역의 많은 팀이 그의 서비스에 관심을 보였기 때문에 클럽을 떠난 것으로 연결되었다. 팽두노는 2007년 5월, 스코틀랜드 클럽 레인저스에서 절친한 친구이자 전 로리앙 팀 동료였던 장클로드 다르슈빌과 2008년 1월, 이적 시장에서 인연을 맺고 싶다고 밝혔다. 2007년 10월 12일, 프리미어리그 클럽 리버풀의 라파엘 베니테스 감독이 1월 이적 시장에서 그와 계약할 것이라는 보도가 나왔다.

## 국가대표팀 경력
팽두노는 2004년 아프리카 네이션스컵에 출전한 기니 국가대표팀의 일원이자 주장으로, 대회 1라운드에서 조 2위를 차지한 후 8강전에서 말리에게 패했다.
2006년 이집트에서 다시 선발된 그는 2006년 아프리카 네이션스컵에서 네 골을 넣으며 두각을 나타냈다. 특히 2006년 1월 26일, 잠비아를 상대로 두 골을 기록하며 팀의 2-1 승리를 이끌었다. 기니는 2월 3일, 세네갈과의 8강전에서 2-3으로 패배했다. 팽두노는 이번 대회에서 성공적인 활약을 펼쳤으며, 사뮈엘 에토에게 단 한 골 뒤진 두 번째 최다 득점자로 마감했고, 대회 베스트 11에도 이름을 올렸다.
그는 2008년 가나에서 열린 2008년 아프리카 네이션스컵에 다시 참가하고 있었고, 여전히 팀과 함께 8강에 진출하고 있었다. 이 시기에는 코트디부아르에 0-5로 크게 기대고 있었다. 팽두노는 대회 기간 동안 두 골을 넣었으며, 두 골 모두 조별 리그 3-2에서 모로코를 상대로 승리했다.

## 사생활
팽두노는 2004년 10월 21일에 귀화하여 프랑스 국적을 취득했다.
파스칼 팽두노의 동생은 미드필더 시몽 팽두노이고 다른 동생 벤자맹 팽두노도 축구를 한다. 그의 고문은 루이 페드로 알베스이다. 그의 의붓아들 압둘 카림 실라도 축구 선수이다.

## 수상

### 클럽
지롱댕 드 보르도
- 리그 1 : 우승 (1998-99)

 FC 로리앙
- 프랑스컵 : 우승 (2001-02)
- 프랑스 리그컵 : 준우승 (2001-02)

 AS 생테티엔
- 프랑스 리그컵 : 4강 (2004-05)

 알사드 SC
- 카타르 스타스 리그 : 준우승 (2008-09)

 알나스르 FC
- 사우디 프로페셔널리그 : 3위 (2009-10)

 FK 아틀란타스
- A 리가 : 4위 (2016)

### 국가대표팀
기니
- 아밀카르 카브랄컵 : 3위 (2002)